# Norrmannebo
Norrmannebo är en ort i Romelanda socken i Kungälvs kommun i Västra Götalands län nära Göta älv, knappt två mil nordost om Kungälv. Orten var fram till 2005 klassad som en småort men hade 2010 växte samman med Signehög och bildade då med denna småorten Signehög och Norrmannebo.
På orten ligger Norrmannebo kapell som avsakraliserades 2013.